# Ed Lauter
Ed Lauter, nato Edward Matthew Lauter Jr. (Long Beach, 30 ottobre 1938 – Los Angeles, 16 ottobre 2013), è stato un attore, comico e cabarettista statunitense.

## Biografia
Lauter nacque a Long Beach, a Long Island, New York, figlio di Edward Matthew Lauter e Sally Lee, attrice e ballerina degli anni venti a Broadway. Aveva avi di origine tedesca e irlandese.
Dopo la maturità, si laureò in letteratura inglese al college e ricevette la B.A. nel 1961 dalla C.W. Post campus della Long Island University. Al college giocava a pallacanestro. Lauter servì per due anni nel United States Army.
Prima di avere delle parti cinematografiche fece il comico monologhista. Lauter iniziò con piccoli ruoli a Broadway in lavori come La grande speranza bianca nel 1968. Debuttò nella recitazione nel 1971 nella serie TV Mannix. Al cinema debuttò nel western Il piccolo Billy (1972).
Attore caratterista, recitò con Bruce Dern, Barbara Harris, Karen Black, e William Devane nel film Complotto di famiglia di Alfred Hitchcock. Il regista, impressionato dalla recitazione di Lauter, gli chiese di partecipare al suo film successivo, The Short Night, che però non venne mai realizzato a causa delle condizioni di salute del regista e poi il decesso.
Lauter apparve in una dozzina e più di film solo nel 1972. In seguito recitò 
in Quella sporca ultima meta (1974), Io non credo a nessuno (1975), King Kong (1976), Magic - Magia (1978), Caccia selvaggia (1980), Timerider - Una moto contro il muro del tempo (1982), Cujo (1983), Il giustiziere della notte 3 (1985), Il testimone più pazzo del mondo (1990), Le avventure di Rocketeer (1991), Caccia spietata (2006), e The Artist (2011).
Lauter partecipò a diverse produzioni TV, nel ruolo di Martin Stillman in Alla conquista del West, e come ospite in Alla ricerca di un sogno, Psych, X-Files, Le strade di San Francisco, Kojak, A-Team, Miami Vice, Magnum, P.I., Booker, Streghe, Highlander, Law & Order - I due volti della giustizia, Star Trek: The Next Generation, Un giustiziere a New York, Una famiglia americana, e E.R. - Medici in prima linea.

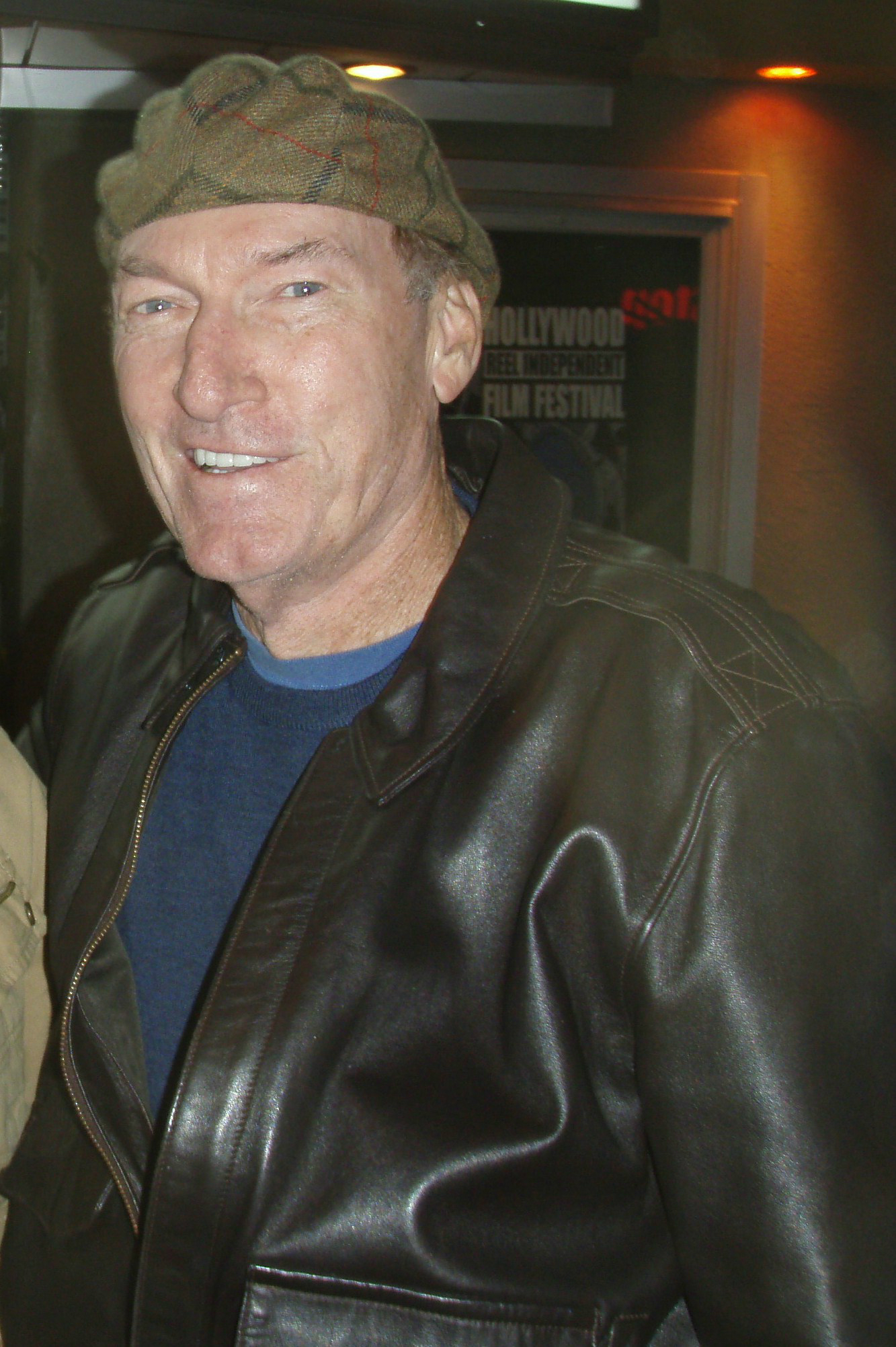
Ed Lauter, 2011

Morì per una forma rara di tumore, il mesotelioma, normalmente collegato alla esposizione all'asbesto all'età di 74 anni.
La famiglia intraprese un'azione legale per la morte da asbesto.
Sposato cinque volte e con quattro figli, continuò a lavorare anche durante la malattia, e alcune produzioni uscirono dopo la sua morte.

Fu istituita la Ed Lauter Foundation per favorire l'istruzione scolastica di giovani attori. Riflettendo sulla sua vita nel 2012 in una intervista, Lauter disse al Los Angeles Times:
(Ed Lauter)

## Filmografia parziale

### Cinema
- Il piccolo Billy (Little Dirty Billy), regia di Stan Dragoti (1972)
- I magnifici sette cavalcano ancora (The Magnificent Seven Ride!), regia di George McCowan (1972)
- I nuovi centurioni (The New Centurions), regia di Richard Fleischer (1972)
- La morte arriva con la valigia bianca (Hickey & Boggs), regia di Robert Culp (1972)
- Cattive compagnie (Bad Company), regia di Robert Benton (1972)
- La notte del furore (Rage), regia di George C. Scott (1972)
- La terra si tinse di rosso (Lolly-Madonna XXX), regia di Richard C. Sarafian (1973)
- Il diavolo del volante (The Last American Hero), regia di Lamont Johnson (1973)
- Azione esecutiva (Executive Action), regia di David Miller (1973)
- L'uomo di mezzanotte (The Midnight Man), regia di Roland Kibbee, Burt Lancaster (1974)
- Quella sporca ultima meta (The Longest Yard), regia di Robert Aldrich (1974)
- Il braccio violento della legge Nº 2 (French Connection II), regia di John Frankenheimer (1975)
- Io non credo a nessuno (Breakheart Pass), regia di Tom Gries (1975)
- Complotto di famiglia (Family Plot), regia di Alfred Hitchcock (1976)
- King Kong, regia di John Guillermin (1976)
- Sfida a White Buffalo (The White Buffalo), regia di J. Lee Thompson (1977)
- Magic - Magia (Magic), regia di Richard Attenborough (1978)
- Caccia selvaggia (Death Hunt), regia di Peter R. Hunt (1981)
- Computer per un omicidio (The Amateur), regia di Charles Jarrott (1981)
- Timerider - Una moto contro il muro del tempo (Timerider: The Adventure of Lyle Swann), regia di William Dear (1982)
- Eureka, regia di Nicolas Roeg (1983)
- Cujo, regia di Lewis Teague (1983)
- Lassiter lo scassinatore (Lassiter), regia di Roger Young (1984)
- Il treno più pazzo del mondo (Finders Keepers), regia di Richard Lester (1984)
- Voglia di ballare (Girls Just Want to Have Fun), regia di Alan Metter (1985)
- Scuola di geni (Real Genius), regia di Martha Coolidge (1985)
- Il giustiziere della notte 3 (Death Wish 3), regia di Michael Winner (1985)
- Spalle larghe (Youngblood), regia di Peter Markle (1986)
- Codice Magnum (Raw Deal), regia di John Irvin (1986)
- La rivincita dei nerds II (Revenge of the Nerds II: Nerds in Paradise), regia di Joe Roth (1987)
- L'ombra di mille soli (Fat Man and Little Boy), regia di Roland Joffé (1989)
- Nato il quattro luglio (Born on the Fourth of July), regia di Oliver Stone (1989)
- California Skate (Gleaming the Cube), regia di Graeme Clifford (1989)
- Il testimone più pazzo del mondo (My Blue Heaven), regia di Herbert Ross (1990)
- Le avventure di Rocketeer (The Rocketeer), regia di Joe Johnston (1991)
- Scuola d'onore (School Ties), regia di Robert Mandel (1992)
- Squadra investigativa speciale S.I.S. giustizia sommaria (Extreme Justice), regia di Mark L. Lester (1993)
- Il verdetto della paura (Trial by Jury), regia di Heywood Gould (1994)
- Via da Las Vegas (Leaving Las Vegas), regia di Mike Figgis (1995)
- Scomodi omicidi (Mulholland Falls), regia di Lee Tamahori (1996)
- Il casinò della paura (Top of the World), regia di Sidney J. Furie (1997)
- Thirteen Days, regia di Roger Donaldson (2000)
- Non è un'altra stupida commedia americana (Not Another Teen Movie), regia di Joel Gallen (2001)
- Seabiscuit - Un mito senza tempo (Seabiscuit), regia di Gary Ross (2003)
- Starship Troopers 2 - Eroi della federazione (Starship Troopers 2: Hero of the Federation), regia di Phil Tippett (2004)
- Intrigo a Barcellona (Art Heist), regia di Bryan Goeres (2004)
- L'altra sporca ultima meta (The Longest Yard), regia di Peter Segal (2005)
- Purple Heart, regia di Bill Birrell (2005)
- Caccia spietata (Seraphim Falls), regia di David Von Ancken (2006)
- Il principe e il povero (The Prince and the Pauper: The Movie), regia di James Quattrochi (2007)
- Number 23 (The Number 23), regia di Joel Schumacher (2007)
- Camille, regia di Gregory Mackenzie (2008)
- The Artist, regia di Michel Hazanavicius (2011)
- Di nuovo in gioco (Trouble with the Curve), regia di Robert Lorenz (2012)
- The Town That Dreaded Sundown, regia di Alfonso Gomez-Rejon (2014)

### Televisione
- Le strade di San Francisco (The Streets of San Francisco) – serie TV, episodi 1x01-1x13 (1972-1973)
- Kojak – serie TV, episodio 1x20 (1974)
- Charlie's Angels – serie TV, episodio 1x22 (1977)
- Alla conquista del West (How the West Was Won) – serie TV, 5 episodi (1978)
- I grandi eroi della Bibbia (Greatest Heroes of the Bible) – miniserie TV, 2 puntate (1978)
- Incubo dietro le sbarre – film TV (1982)
- The Seduction of Gina – film TV (1984)
- A-Team (The A-Team) – serie TV, 2 episodi (1983-1984)
- The Cartier Affair – film TV (1984)
- Automan – serie TV, episodio 1x10 (1984)
- Fuga disperata (The Defiant Ones), regia di David Lowell Rich – film TV (1986)
- Miami Vice – serie TV, episodio 3x06 (1986)
- La signora in giallo (Murder, She Wrote) – serie TV, episodio 3x20 (1987)
- Booker – serie TV, 1 episodio (1989)
- Le inchieste di Padre Dowling (Father Dowling Mysteries) – serie TV, episodio 2x10 (1990)
- Star Trek: The Next Generation – serie TV, episodio 5x19 (1992)
- X-Files (The X-Files) – serie TV, episodio 1x09 (1993)
- Highlander – serie TV, episodio 2x13 (1994)
- Una mummia per amico (Under Wraps), regia di Greg Beeman – film TV (1997)
- Walker Texas Ranger – serie TV, 2 episodi (1997)
- Streghe (Charmed) – serie TV, episodio 3x14 (2001)
- E.R. - Medici in prima linea (ER) – serie TV, 6 episodi (1998-2002)
- CSI - Scena del crimine (CSI: Crime Scene Investigation) – serie TV, episodio 2x20 (2002)
- Grey's Anatomy – serie TV, episodio 5x08 (2008)
- Psych – serie TV, 2 episodi (2009-2010)
- The Office – serie TV, episodio 9x11 (2013)

## Doppiatori italiani
Nelle versioni in italiano delle opere in cui ha recitato, Ed Lauter è stato doppiato da:
- Marcello Tusco in Complotto di famiglia, Magic - Magia
- Sandro Iovino in Eureka, Starship Troopers 2 - Eroi della federazione
- Dario Penne in Voglia di ballare, Nato il quattro luglio
- Luciano De Ambrosis in King Kong, Psych
- Cesare Barbetti in Charlie's Angels, Codice Magnum
- Sergio Tedesco in Millenium, Number 23
- Manlio De Angelis in Alla conquista del West
- Nino Dal Fabbro in Sfida a White Buffalo
- Antonio Colonnello in Caccia selvaggia
- Guido Rutta in Incubo dietro le sbarre
- Carlo Sabatini in Cujo
- Pino Colizzi ne Il treno più pazzo del mondo
- Romano Malaspina ne La signora in giallo
- Giancarlo Maestri ne Il giustiziere della notte 3
- Oreste Rizzini in Spalle larghe
- Ambrogio Colombo in Law & Order - I due volti della giustizia
- Sandro Sardone in Le avventure di Rocketeer
- Vittorio Congia in Scuola d'onore
- Sergio Di Stefano in Homicide
- Sergio Di Giulio in X-Files
- Luciano Roffi ne Il verdetto della paura
- Mario Mastria in Scomodi omicidi
- Stefano De Sando in La guerra dei bugiardi
- Michele Gammino in CSI - Scena del crimine
- Giorgio Lopez in Non è un'altra stupida commedia americana
- Luca Biagini in Cold Case - Delitti irrisolti
- Angelo Nicotra in Intrigo a Barcellona
- Sandro Pellegrini in Brothers in Arms
- Gianni Giuliano in Grey's Anatomy
- Raffaele Uzzi in Caccia spietata
- Giorgio Locuratolo in Camille
- Gerolamo Alchieri in Shameless
- Mario Zucca in The Town That Dreaded Sundown